# 4287 Třísov
4287 Třísov este un asteroid din centura principală, descoperit pe 7 septembrie 1989 de Antonín Mrkos.